# حمیدو بویانگ
حمیدو بویانگ (انگلیسی: Hamidou Bojang؛ زادهٔ ۱ ژانویهٔ ۱۹۹۷) بازیکن فوتبال اهل گامبیا است.
وی همچنین در تیم ملی فوتبال گامبیا بازی کرده است.